# NGC 400
NGC 400 je zvijezda u zviježđu Ribama. 

## Vanjske poveznice
- SEDS: NGC 0400